# 脈結雀屏珊瑚
脈結雀屏珊瑚（学名：Pavona venosa）为蓮珊瑚科雀屏珊瑚屬下的一个种。